# スポラデス
スポラデス（スポラデス諸島、ギリシア語: Σποράδες / Sporádes）は、エーゲ海北西部にあるギリシャ領の諸島。スキロス島、スキアトス島、スコペロス島などがあり、行政上はテッサリア地方と中央ギリシャ地方にまたがる。また、「スポラデス」はテッサリア地方に属する行政区の名でもある。北スポラデス（Βόρειες Σποράδες） (de:Nördliche Sporaden) の名でも呼ばれる。

## 地理

### 位置・地勢

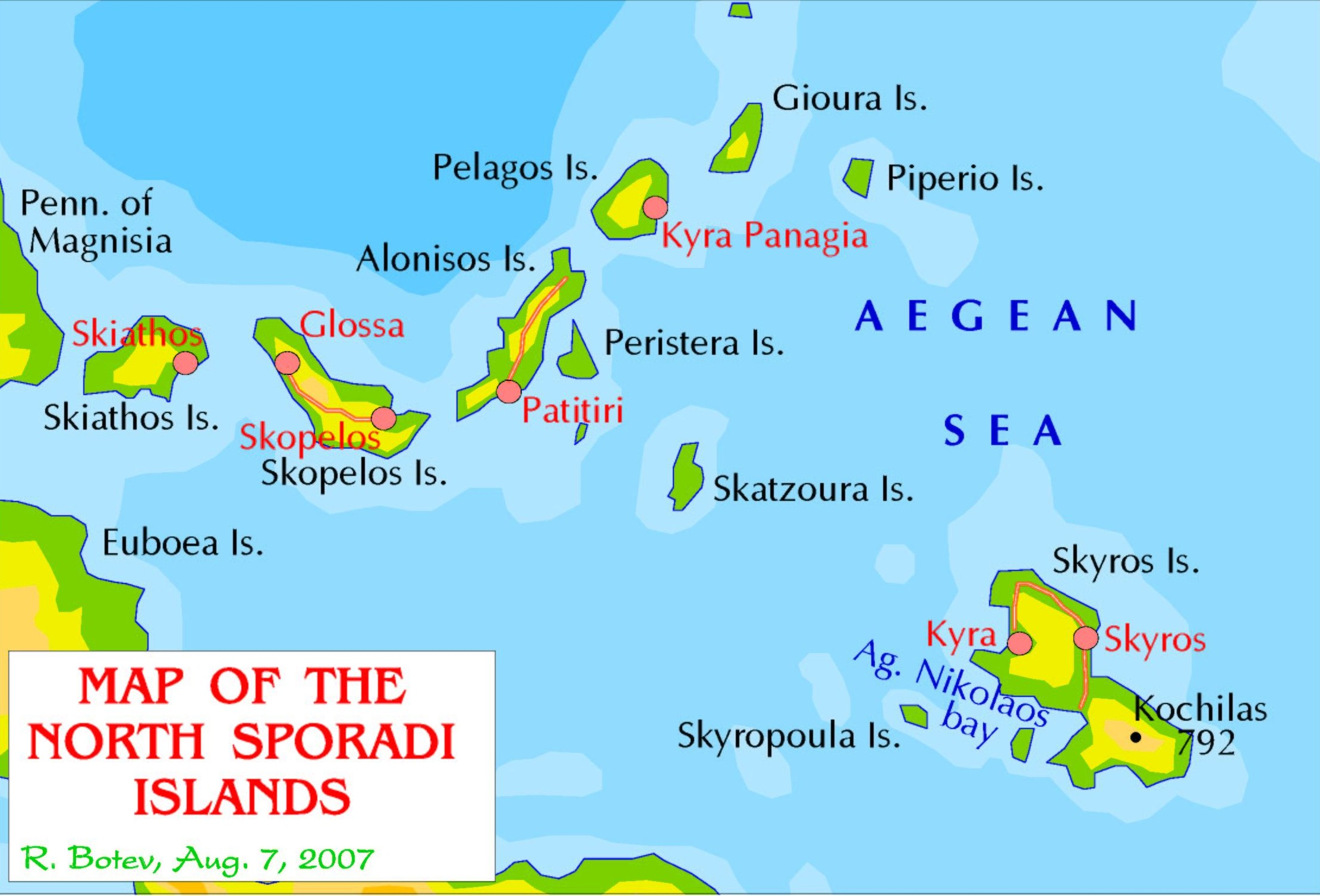
スポラデス諸島

地理的なスポラデス諸島は、エーゲ海の西部に散在する77の小島群で、総面積540km2、人口約15000人。テッサリア地方のマグニシア半島の東、エヴィア島の北の沖合にある。
主要な島としては、マグニシア半島から東に連なるスキアトス島、スコペロス島、アロニソス島があり、それらから南東にやや離れた場所にスキロス島がある。スポラデス諸島の大半の島々はテッサリア地方に属するが、スキロス島とそれに付随する無人島は中央ギリシャ地方に属する。
最大の島はスキロス島（面積206.9km2）。ほとんど石灰岩の岩石で覆われ、最高標高795m。

### 主要な集落
諸島内で最大の集落は、スキアトス島のスキアトス（人口4,988人）である。1000人以上の集落にはほかに、スコペロス島のスコペロス（2,803人）とグロサ（1,006人）、アロニソス島のパティティリ（人口1,697人）、スキロス島のスキロス（1,748人）がある。

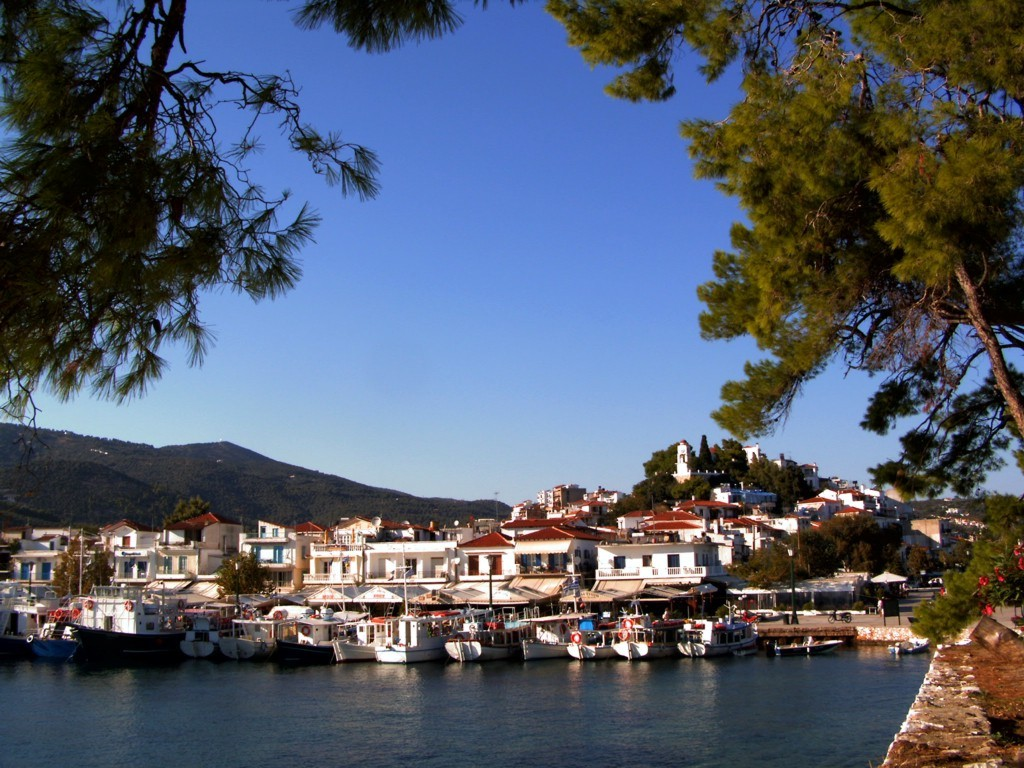
スキアトス島の港
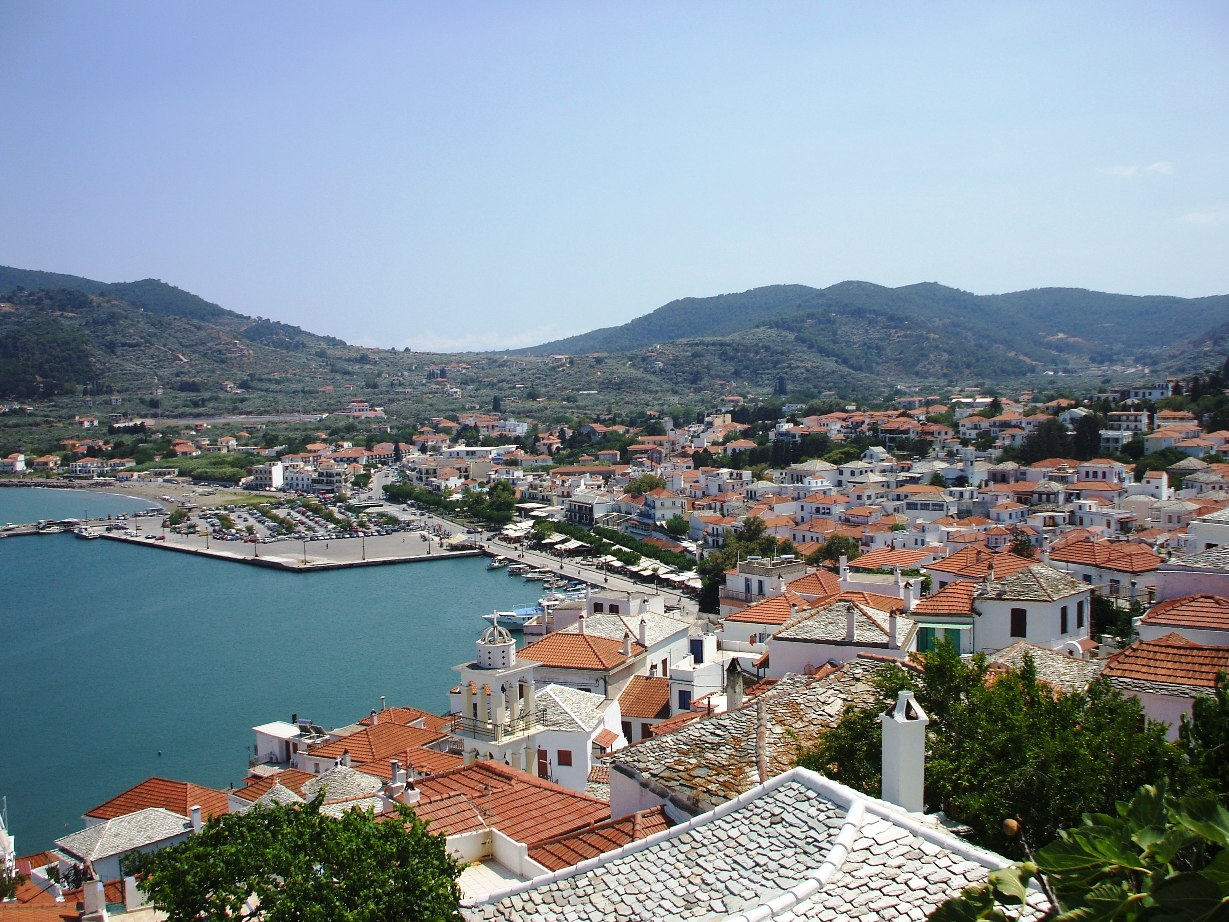
スコペロス島の集落
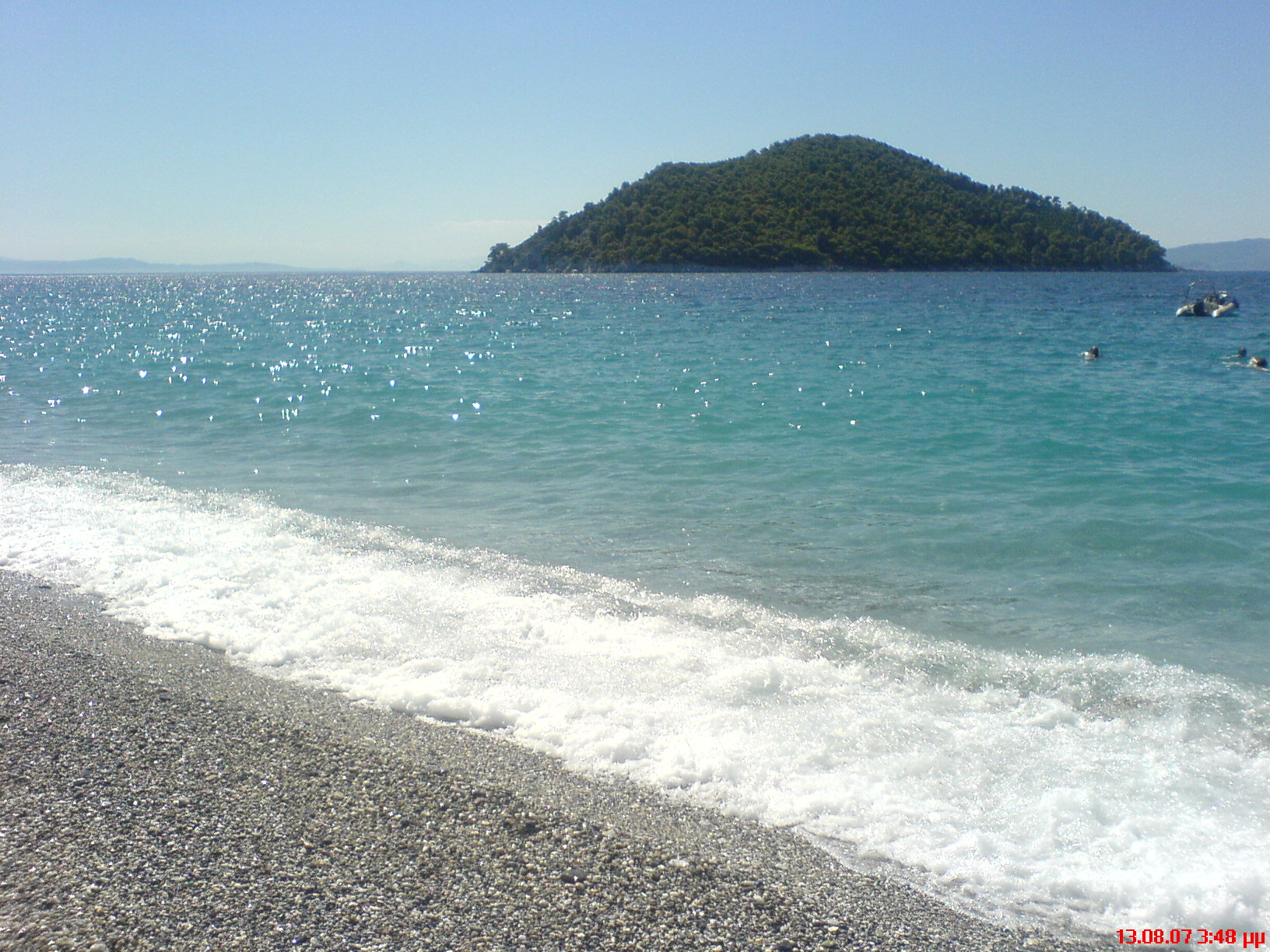
スコペロス島の海岸

## 社会
気候は温暖であるが、冬季に雨が多い。住民は牧畜を主とし、チーズ、皮革、綿羊を産する。穀物、オリーブ、葡萄などを作り、漁業も行われる。

## 行政区画
スポラデス県
Περιφερειακή ενότητα Σποράδων測地系: 北緯39度15分 東経23度45分 / 北緯39.250度 東経23.750度座標: 北緯39度15分 東経23度45分 / 北緯39.250度 東経23.750度

行政区画としてのスポラデス県（Περιφερειακή ενότητα Σποράδων）は、テッサリア地方の行政区画であり、スキロス島は含まれない。スキロス島と周辺の小さな無人島は中央ギリシャ地方エヴィア県に属する。

### 市（ディモス）
テッサリア側のスポラデス諸島は、かつてはマグニシア県に所属していた。2010年の地方制度改革（カリクラティス改革）にともない、2011年1月1日付で自治体としての県（ノモス）は廃止され、行政区となった。このとき、マグニシア県から島嶼部が分離され、ひとつの行政区となった。
行政区画としてのスポラデス県は、以下の自治体（ディモス、市）から構成される。番号は右の地図に一致する。
|   | 自治体名   | 綴り      | 政庁所在地        | 面積 Km² | 人口  |
| - | ---------- | --------- | ----------------- | -------- | ----- |
| 1 | スキアトス | Σκιάθος   | スキアトス        | 49.9     | 6,160 |
| 2 | アロニソス | Αλόννησος | パティティリ (en) | 64.5     | 2,700 |
| 3 | スコペロス | Σκόπελος  | スコペロス        | 95.5     | 4,696 |

- Διοικητική διαίρεση νομού Μαγνησίας - 旧マグニシア県の自治体・集落一覧（1999年 - 2010年）

### 旧自治体（ディモティキ・エノティタ）
カリクラティス改革では多くの自治体が統廃合されたが、スポラデス諸島についてはディモスの数に変動はない。

### 郡（エパルヒア）
県には以下の郡（エパルヒア）があったが、2006年以降法的な位置づけは行われていない。
| 郡名         | 綴り     | 中心地     |
| ------------ | -------- | ---------- |
| スコペロス郡 | Σκόπελος | スコペロス |

## 名称

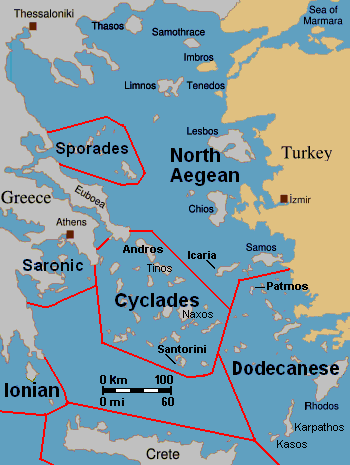
エーゲ海の島々

「スポラデス」（Σποράδες）は、「散在する」を意味する語である。古代の概念において、特別な島と見なされたデロス島やそれを取り囲むキクラデス諸島以外のエーゲ海の島々は、すべて「スポラデス」と捉えられていた。エーゲ海全域に広がる「スポラデス」は、のちにおおむね以下のように区分された。
- トラキア・スポラデス（Θρακικές Σποράδες）
  - イムヴロス島、サモトラキ島、タソス島、リムノス島など北東部の島々。
- テッサリア・スポラデス（Θεσσαλικές Σποράδες）
  - 現在のスポラデス諸島。Μαγνήτων νήσοιとも称した。
- 西スポラデス（Δυτικές Σποράδες）
  - イドラ島、スペツェス島（英語版）、ドコス島（英語版）など、サロニコス湾とアルゴリス湾の島々。
  - サロニカ諸島に加えることもある。
- 東スポラデス（Ανατολικές Σποράδες）
  - レスボス島、キオス島、イカリア島など小アジア周辺の島々。ドデカネス諸島は含まない。
  - リムノス島などは「トラキア・スポラデス」とも把握される[1]。
  - 地理的な地方区分では北エーゲに属する。

近代ギリシャの領土拡張とともに、キクラデス諸島以北の島々が北スポラデス（Βόρειες Σποράδες）、キクラデス諸島とアナトリア半島の間の島々が南スポラデス（Νότιες Σποράδες）と捉えられるようになった。「北スポラデス」にトラキア・スポラデスを含む考え方や、「南スポラデス」にレスボス島などが含まれるという考え方もあるものの、おおむね「北スポラデス」がテッサリア・スポラデスを、「南スポラデス」がドデカネス諸島を指すようになった。
単に「スポラデス」と言った場合に本項の島々（テッサリア・スポラデス）のみを指すようになったのは、1960年頃以降である。

## 註
1. ↑  "Sporades." Encyclopædia Britannica. Encyclopædia Britannica Online. Encyclopædia Britannica, 2011. Web. 02 Sep. 2011.